# わんの実
『わんの実』（わんのみ）は岡崎呼人の少女漫画作品。白泉社の『花とゆめプラス』にて、2004年9月号に初掲載。その後、『花とゆめプラス』と『別冊花とゆめ』にて不定期掲載。

## あらすじ
嘉哉（よしや）と幸せな日々を送っていた仔犬のイヌノミは、ある事件をさかいに犬アレルギーを持つ海涼（みりょう）に引き取られることになった。そんな海涼が親友の嘉哉から奪ったものは、イヌノミだけではなかった･･･。

## 補足
イヌノミたちは、犬耳と尻尾のある人間の姿に描かれているがれっきとした犬。しかし、作品中で彼らが飼い主たち人間にどのような姿に見えているのかは不明である。

## 登場人物

### 主人公
イヌノミ
嘉哉が学校の倉庫で飼っていた犬。嘉哉の償いの証として、海涼に飼われることになる。海涼とともに嘉哉の回復を待つ。犬であるため海涼に意思が通じず、想いが空回りすることもある。
滝田海涼（たきた みりょう）
嘉哉の親友。犬アレルギー。嘉哉に数百万を奪った濡れ衣を着せられる。嘉哉の事情を理解しイヌノミを預かることとなった。浅川家の姉妹に事の真相を語ることなく、全ての罪を被ったまま返済を約束する。

### 浅川家
3姉弟は金遣いの荒い母親から、父親の残した数百万を守り抜いた。
浅川嘉哉（あさかわ よしや）
第3子で長男。イヌノミの最初の飼い主。母親の手術費用のために、姉弟で大事に取っておいた数百万を姉達に内緒で持ち出し、海涼に罪を被せてしまう。その罪滅ぼしとして、海涼が犬アレルギーということは知らないまま、命ほど大事なイヌノミを海涼に渡した。事故により、意識不明。
浅川里奈（あさかわ りな）
第1子で長女。母親への恨みから、犬嫌いである。海涼を警察に突き出すことなく開放した。
浅川麻美（あさかわ あさみ）
第2子で次女。海涼を浅川家の物置部屋で軟禁した。
浅川3姉弟の母親
子育てもせず、他の男と遊びまわっていた。金遣いも荒く、夫亡き後も夫が子供たちのために残したお金を使い果たして家を出て行った。その後、孤独な生活を送ることになり病気になる。

### その他
風太（ふうた）
教授に拾われた元捨て犬。加奈からは風ちゃんと呼ばれている。教授とは一緒に寝られなかったため、一緒に寝てくれる加奈に感謝している。
加奈（かな）
風太を教授から預かっている。どちらかというと猫派。
大学の教授（きょうじゅ）
風太の飼い主で、加奈の恩師。仕事で海外へ行くときは、元教え子だった加奈に風太を預けて出かける。
杢次郎（もくじろう）
平野の飼い犬。20歳以上の老犬。奥さんを亡くし孤独になっていく飼い主のために、通行人の前でおかしな行動を取り、平野に賑やかな環境を与えている。もともと、人見知りがひどく人にかまわれるすぎることがストレスになる。
平野（ひらの）
元警察官。人好きであるが、定年後奥さんをなくし孤独を感じるようになる。不器用な性格のおかげで、杢次郎にストレスを与えない絶妙な距離を保てていた。杢次郎のおかげで、多くの人と交流が持てるようになった。
依沙（いさ）
平野家の前に引っ越してきた女の子。ボランティアとして平野家に柵を作りに行く。木次郎のことを単なるバカ犬だと思っていた。
鯉壱（こいち）
テイジの飼い犬。家族を事故で失って以来、笑顔が消えたテイジが蒼野を見て笑ったのを見て、蒼乃とくっつけようと色々と画策する。
弓削テイジ（ゆげ ていじ）
代々、魚好きの家計に生まれ魚好き。幼い頃、父親が話してくれた巨大魚の話を信じている。10年前に事故で家族を失う。
二宮蒼乃（にのみや あおの）
尾びれの形をした大きな植木を手入れしている。父親の会社が倒産し、引越しをすることとなった。テイジとは関係なく巨大魚の話を知っている。

## 単行本
1. 2006年8月18日発行 ISBN 4-59-218848-9
2. 2007年9月19日発行 ISBN 978-4-59-218862-9

## 同時収録
- 僕が妊婦だった頃